# 维赫拉河战役
维赫拉河战役是1386年4月29日立陶宛大公国和斯摩棱斯克公国之间的一場武裝衝突，戰鬥地點位於姆斯齊斯拉夫附近的索日河的支流維赫拉河。最終立陶宛大公國獲勝，斯摩棱斯克大公国成为立陶宛大公國的附庸。 